# Frontière entre la République dominicaine et le Royaume-Uni

Carte de la Mer caraïbe

La frontière entre la République dominicaine et le Royaume-Uni est entièrement maritime et se situe en mer des Caraïbes au niveau des Îles Turques-et-Caïques
En août 1996, les gouvernements respectifs s'accordent sur une ligne frontière définie par 5 points dont les coordonnées géodésiques suivants.
- Point 1 : 20° 32′ 43″ N, 72° 08′ 50″ O (possible tripoint avec Haïti)
- Point 2 : 20° 33′ 27″ N, 71° 27′ 44″ O
- Point 3 : 20° 43′ 24″ N, 70° 19′ 35″ O
- Point 4 : 21° 11′ 30″ N, 69° 29′ 00″ O
- Point 5 : 22° 24′ 47″ N, 67° 40′ 04″ O.